# Hanuš Jelínek
Pour les articles homonymes, voir Jelinek.
Hanuš Jelínek, né le 3 septembre 1878 à Příbram et mort le 28 avril 1944 à Prague, est un écrivain, poète, journaliste, diplomate  et traducteur tchécoslovaque.

## Biographie
Hanuš Jelínek commence des études littéraires à l'Université de Prague et les poursuit à Paris, où il se rend la première fois en 1897. Il se lie alors avec  František Kupka.
C’est en 1900 qu'Hanuš Jelínek publie son  premier article sous le pseudonyme de Jean Otokar, intitulé « La Poésie moderne tchèque »  dans le Mercure de France et se lance dans le journalisme, liant connaissance avec Marc Legrand. Ses articles sont publiés dans une quarantaine de journaux et de revues en France.
De janvier à mai 1910 il donne un cours de littérature tchèque à la Sorbonne.
De 1919 à 1933 il est conseiller, puis directeur au ministère des affaires étrangères à Prague.
Il est gendre de l'écrivain Alois Jirásek (1851-1930) et frère du traducteur František Jelínek (1883-1940).

## Publications
Véritable trait d’union entre les deux cultures, Hanuš Jelínek a traduit du français en tchèque (poésies anciennes et modernes) et du tchèque en français (notamment Karel Čapek, Viktor Dyk, Karel Hynek Mácha, Jan Neruda, Alois Jirásek, Antonín Sova, etc.). Il publié une Anthologie de la poésie tchèque (Éditions Kra, 1930) et une Histoire de la littérature tchèque en trois volumes (Éditions Kra, 1931-1935).
La Littérature tchèque contemporaine,  cours professé à la Sorbonne en 1910, avec une préface de Ernest Denis, 2e édition, Paris, 1912, Mercure de France .
- Histoire de la littérature tchèque, des origines à 1850, Paris, 1930, Éditions du Sagittaire, 409 p.
- Histoire de la littérature tchèque de 1850 à 1890, Paris, 1933 : Éditions du Sagittaire, 359 p.
- Histoire de la littérature tchèque de 1890 à nos jours, Paris, 1935, Éditions du Sagittaire, 472 p.
- Anthologie de la poésie tchèque, Paris, 1930, Éditions Kra, 285 p.
- Lettres tchécoslovaques, Paris, 1923, Mercure de France, 250 p.

### Distinctions
Hanuš Jelínek a été récompensé à deux reprises par l'Académie Française : en 1928 par la médaille de vermeil du prix de la langue-française et en 1935  par le prix Marcelin Guérin pour son Histoire de la littérature tchèque.